# Fórmula semidesarrollada
La fórmula semidesarrollada muestra todos los átomos que forman una molécula covalente, y los enlaces entre átomos de carbono (en compuestos orgánicos) o de otros tipos de átomos. No se indican los enlaces carbono-hidrógeno. Es posiblemente la fórmula química más empleada en química orgánica aunque no permite ver la geometría real de las moléculas.
Se trata una simplificación de una fórmula desarrollada, en la cual no se representan los enlaces carbono-hidrógeno. Por ejemplo, el octano tiene como fórmula molecular C8H18:
Fórmula desarrollada:
Fórmula semidesarrollada:
{\displaystyle CH_{3}-CH_{2}-CH_{2}-CH_{2}-CH_{2}-CH_{2}-CH_{2}-CH_{3}}
También se pueden invertir los átomos de C y de H para resaltar los enlaces carbono-carbono, como por ejemplo para el propano, C3H8:
{\displaystyle H_{3}C-CH_{2}-CH_{3}}
También se puede respetar la geometría de la molécula, respetando por ejemplo los ángulos de 120° de ciertas moléculas.

## fórmulas semidesarrolladas del Hidrógeno
| Etano C2H6: | Etanol C2H6O | Ácido acético (o ácido etanoico) CH3-COOH) | metilpropano C4H10 |
| ----------- | ------------ | ------------------------------------------ | ------------------ |
|             |              |                                            |                    |

## Ejemplos de fórmulas semidesarrolladas en química inorgánica
Aunque es menos frecuente el empleo de fórmulas desarrolladas en Química inorgánica, se utiliza en algunos casos para indicar la estructura de las moléculas. Se muestran algunos ejemplos:
| Nombre del compuesto              | Fórmula molecular              | Fórmula semidesarrollada                         |
| --------------------------------- | ------------------------------ | ------------------------------------------------ |
| Ácido fosfórico                   | {\displaystyle {\ce {H3PO4}}}  | {\displaystyle {\ce {PO (OH)3}}}                 |
| Ácido difosfórico o pirofosfórico | {\displaystyle {\ce {H4P2O7}}} | {\displaystyle {\ce {(OH)2 P (O) OP (O) (OH)2}}} |